# Alfred Buri
Alfred Buri, född 1868 och död 1915, var en schweizisk konstnär.
Buri studerade i München och Paris och tog starka intryck av Ferdinand Hodler. Han målade främst Schweiziska landskap och landsbygdsbor i kraftig dekorativ teckning och friska färger.